# Shiloh, Illinois
Shiloh är en ort (village) i St. Clair County, i delstaten Illinois, USA. Enligt United States Census Bureau har orten en folkmängd på 12 693 invånare (2011) och en landarea på 28,1 km².